# Andorra nos Jogos Olímpicos de Verão de 1984
Andorra competiu nos Jogos Olímpicos de Verão de 1984 em Los Angeles, Estados Unidos.